# خافيير مكدانيل
خافيير مكدانيل (بالإنجليزية: Xavier McDaniel)‏ مواليد 4 يونيو 1963 في كولومبيا، هو لاعب كرة سلة أمريكي سابق بدأ مسيرته الاحترافية في سنة 1985. تم اختياره من قبل فريق سياتل سوبرسونيكس خلال الدرافت. يبلغ طوله 6 قدم 7 بوصة (2.0 م). اعتزل اللعب في 1998. أحرز خلال مسيرته في الإن بي إيه 13606 نقطة بمعدل 15.6 نقطة في المباراة الواحدة.

## المسيرة الاحترافية
لعب مع سياتل سوبرسونيكس من سنة 1985 إلى 1991، ثم لعب مع فينيكس صنز في موسم 1990–1991، ثم لعب مع نيويورك نيكس في موسم 1991–1992، ثم لعب مع بوسطن سيلتكس من سنة 1992 إلى 1995، ثم لعب مع بروكلين نتس من سنة 1996 إلى 1998.

## روابط خارجية
- خافيير مكدانيل على موقع IMDb (الإنجليزية)
- خافيير مكدانيل على موقع أول موفي (الإنجليزية)
- خافيير مكدانيل على موقع قاعدة بيانات الأفلام السويدية (السويدية)
- خافيير مكدانيل على موقع كينوبويسك (الروسية)
- خافيير مكدانيل على موقع إن بي أي (الإنجليزية)
- خافيير مكدانيل على موقع سبورتس رفرنس (الإنجليزية)
- خافيير مكدانيل على موقع كرة السلة الأوروبية.كوم (الإنجليزية)
- خافيير مكدانيل على موقع كلية كرة السلة في سبورتس رفرنس.كوم (الإنجليزية)
- خافيير مكدانيل على موقع ريلجم (الإنجليزية)
- خافيير مكدانيل على موقع بروبوليرز (الإنجليزية)
- خافيير مكدانيل على موقع قاعة المشاهير الجامعة الوطنية لكرة السلة (الإنجليزية)
- خافيير مكدانيل على موقع قاعة كنساس للمشاهير الرياضية (مؤرشف) (الإنجليزية)